# Ourouer-les-Bourdelins
Ourouer-les-Bourdelins is een gemeente in het Franse departement Cher (regio Centre-Val de Loire) en telt 667 inwoners (1999). De plaats maakt deel uit van het arrondissement Saint-Amand-Montrond.

## Geografie
De oppervlakte van Ourouer-les-Bourdelins bedraagt 24,7 km², de bevolkingsdichtheid is 27,0 inwoners per km².
De onderstaande kaart toont de ligging van Ourouer-les-Bourdelins met de belangrijkste infrastructuur en aangrenzende gemeenten.

## Demografie
Onderstaande figuur toont het verloop van het inwonertal (bron: INSEE-tellingen).